# Ashraf Saber
Ashraf Saber (en árabe: أَشْرَف صَابِر; Roma, Italia, 2 de abril de 1973) es un ex-atleta italiano de ascendencia egipcia, especializado en la prueba de 4x400 m, en la que consiguió ser subcampeón mundial en pista cubierta en 1995.

## Carrera deportiva
En el Campeonato Mundial de Atletismo en Pista Cubierta de 1995 ganó la medalla de plata en los relevos de 4x400 metros, tras Estados Unidos y por delante de Japón (bronce).